# برينير سوزا دا سيلفا
برينير سوزا دا سيلفا (بالبرتغالية: Brenner da Silva‏) (16 يناير 2000 بكويابا في البرازيل - ) هو لاعب كرة قدم برازيلي في مركز الهجوم.

## روابط خارجية
- برينير سوزا دا سيلفا على موقع الدوري الأمريكي (الإنجليزية)
- برينير سوزا دا سيلفا على موقع إي إس بي إن إف سي (الإنجليزية)
- برينير سوزا دا سيلفا على موقع قاعدة بيانات كرة القدم.إي يو (الإنجليزية)
- برينير سوزا دا سيلفا على موقع ليكيب (الفرنسية)
- برينير سوزا دا سيلفا على موقع Soccerway.com (الإنجليزية)
- برينير سوزا دا سيلفا على موقع عالم كرة القدم.نت (الإنجليزية)
- برينير سوزا دا سيلفا على موقع AS.com (الإسبانية)